# Bitwa pod Nyborgiem
Bitwa pod Nyborgiem miała miejsce 14 listopada 1659 podczas wojny duńsko-szwedzkiej 1658-1660 toczonej w ramach drugiej wojny północnej.
W drugiej połowie 1659 roku wojska szwedzkie pod naciskiem sił sprzymierzonych (Duńczycy, Austriacy, Brandenburczycy i Polacy), których naczelnym wodzem był Raimondo Montecuccoli, wycofali się z Półwyspu Jutlandzkiego na wyspę Fionię. Montecuccoli dzięki wsparciu floty holenderskiej dowodzonej przez admirała Michiela de Ruytera postanowił zdobyć Fionię. Dnia 24 listopada armia sprzymierzonych licząca 10 000 żołnierzy (w tym 1000 żołnierzy pod dowództwem pułkownika Kazimierza Piaseczyńskiego), dowodzona przez saskiego wodza Ernesta von Ebersteina, przedostała się na Fionię i rozbiła liczącą 7000 żołnierzy armię szwedzką dowodzoną przez Philipa von Sulzbacha. Żołnierze szwedzcy stawiali zacięty opór, a złamała ich dopiero szarża jazdy polskiej poprowadzona przez Piaseczyńskiego. Udaną szarżę Piaseczyński przypłacił własnym życiem.
Niedobitki Szwedów schroniły się w twierdzy Nyborg, którą zaraz ostrzeliwać zaczęła flota holenderska. Dwa dni później, 26 listopada, twierdza skapitulowała.

## Literatura
- Mała Encyklopedia Wojskowa, 1967, Wydanie I
- Leszek Podhorodecki, Rapier i koncerz, Warszawa 1985, ISBN 83-05-11452-X, str. 375